# Ludwig Schmitt (Verwaltungsjurist)
Ludwig Schmitt (* 10. Juli 1884 in Landshut; † 26. Oktober 1973 in Erlangen) war ein deutscher Verwaltungsjurist und Landrat.

## Leben
Ludwig Schmitt leistete nach dem Abitur am Clavius-Gymnasium in Bamberg seinen Militärdienst als Einjährig-Freiwilliger und absolvierte im Anschluss daran ein Studium der Rechtswissenschaften an der Julius-Maximilians-Universität Würzburg und der Friedrich-Alexander-Universität Erlangen-Nürnberg. Nach der ersten juristischen Staatsprüfung musste er Kriegsdienst beim 5. Infanterie-Regiment „Großherzog Ernst Ludwig von Hessen“ leisten. 1920 folgte das Große juristische Staatsexamen mit der Note „Gut“. Im Mai 1921 kam er als Assessor zum Bezirksamt Eggenfelden und später zum Bezirksamt Landshut. 1923 wurde er Bezirksamtmann bei den Bezirksämtern in Grafenau, Uffenheim und Ansbach. Am 26. November 1935 zum Regierungsrat ernannt, übernahm er am 1. Juli 1937 als Bezirksamtsvorstand (ab 1939 Landrat) die Leitung des Bezirksamtes Germersheim (ab 1939 Landkreis Germersheim). Am 1. Mai 1937 trat er in die NSDAP (Mitgliedsnummer 4.502.748) ein. Im Mai 1942 erhielt er die Abordnung zum Kreis Diedenhofen im besetzten Lothringen. Am 26. März 1945 wurde er aus dem Dienst entfernt und bis April 1946 interniert. Im Entnazifizierungsverfahren wurde er durch die Spruchkammer Ansbach als Mitläufer eingestuft. So konnte er nach einer Tätigkeit als Holzarbeiter im Forstamt Heilsbronn bei Ansbach am 1. September 1949 seinen Dienst als Angestellter bei der Regierung von Mittelfranken wieder aufnehmen. Im Februar 1950 zum Regierungsrat und am 1. September 1950 zum Oberregierungsrat ernannt, wurde Schmitt zum 1. August 1956 in den Ruhestand verabschiedet.